# 挪威王國 (1814年)
挪威王國是1814年於歐洲短暫存在的北歐國家，獨立於丹麥而後被瑞典吞併，其國際地位通常不被承認。
1814年，挪威王國曾短暫嘗試從丹麥-挪威聯合王國恢復獨立，但最終未能成功。雖然挪威在法律上一直是一個獨立的王國，但自 16 世紀以來它就與丹麥共享君主。挪威是合併後國家的從屬夥伴，政府設在哥本哈根。由於拿破崙戰爭期間與法國結盟，丹麥被迫於 1814 年 1 月簽署《基爾條約》，將挪威割讓給瑞典。
然而，許多挪威人受到民族主義高漲浪潮的鼓舞，對未經他們同意就被移交給瑞典這個他們視為傳統競爭對手的國家感到不滿。在丹麥政府駐挪威代表、丹麥國王的表弟和假定繼承人克里斯蒂安·腓特烈的領導下，挪威試圖維護其作為獨立國家的權利。政府成立並制定憲法，克里斯蒂安·腓特烈根據憲法於 1814 年 5 月被選為挪威國王。
剛起步的挪威國家無法獲得任何外國列強的支持或承認，並在 1814 年夏天與瑞典的兩週戰爭中被擊敗。然而，在 8 月戰爭結束時簽署的《莫斯公約》，保留了許多獨立運動的成就：挪威在與瑞典的聯合體中保持了大部分自治，並被允許保留其新憲法，僅作輕微修改。克里斯蒂安·腓特烈被迫退位，並於 1839 年成為丹麥國王克里斯蒂安八世。挪威最終在 1905 年完全脫離瑞典。